# Georcy-Stéphanie Picard
Georcy-Stéphanie Thiffeault Picard (Montreal, 8 februari 1991) is een Canadees voormalig boogschutster.

## Carrière
Pickard nam in 2016 deel aan de Olympische Spelen waar ze in de eerste ronde verloor van Tan Ya-ting. Picard's eerste optreden in het Canadese team kwam als zeventienjarige tiener op de Wereld Jeugd Kampioenschappen 2008 in Antalya, Turkije, waar ze een achttiende plaats behaalde in de individuele recurve. Na nog twee edities van hetzelfde toernooi bij de jeugd in respectievelijk 2009 en 2011, greep Picard haar kans om voor het eerst als lid van Canada's senior nationale team uit te komen op de 2013 Wereldkampioenschappen, die op dezelfde locatie werden gehouden als haar jeugddebuut.
De 2015 Pan American Games in Toronto, Ontario gaf Picard de kans om haar te bewijzen op zowel het wereld- als het continentale podium, met een comfortabele top tien notering in zowel het individuele als het team boogschieten recurve, respectievelijk. In de aanloop naar haar Olympisch debuut in Rio de Janeiro, veroverde Picard een bronzen medaille op het 2016 Amerikaanse Continentale Kwalificatie Toernooi in Medellin, Colombia om de Canadezen een felbegeerde plek voor de Spelen te bezorgen.

## Erelijst

### Olympische Spelen
Individueel
- 2016: 1e ronde (verloren van Tan Ya-ting met 1-7)

### Wereldkampioenschap
Individueel
- 2012: 34e kwalificatie (indoor)
- 2013: 1e ronde (verloren van Miranda Leek met 0-6)
- 2015: 1e ronde (verloren van Kaori Kawanaka met 0-6)
- 2017: 2e ronde (verloren van Veronika Martsjenko met 3-7)

### Pan-Amerikaanse Spelen
Individueel
- 2015: 2e ronde (verloren van Aída Román met 0-6)

### Pan-Amerikaans kampioenschap
Individueel
- 2014: ?